# ジム・ライリー (アイスホッケー)
ジム・ライリー（英語: Jim Riley、フルネーム：ジェームズ・ノーマン・ライリー（James Norman Riley）、1895年5月25日 - 1969年5月25日）は、カナダ連邦ニューブランズウィック州ベイフィールド出身のプロアイスホッケー選手、プロ野球選手。右投左打。
ナショナルホッケーリーグ（以下：NHL）とメジャーリーグベースボール（以下：MLB）の両方の試合に出場した史上唯一の選手である。

## 経歴
カナダ連邦ニューブランズウィック州ベイフィールドで生まれ、
NHLのシカゴ・ブラックホークス、デトロイト・クーガース、シアトル・メトロポリタンズで計17試合に出場、パシフィック・コースト・ホッケー・アソシエーション（以下：PCHA）で90試合に出場した。1917年のメトロポリタンズ所属時にスタンレー・カップ優勝を経験している。1922–23年シーズンにはPCHAのファーストチームオールスターに選出された。
アイスホッケー選手として活動する傍らで野球選手としても1921年から1932年の12シーズンを主にマイナーリーグベースボール（以下：MiLB）だったが、プレーしている。二塁手として野球のキャリアを始め、1921年7月3日にセントルイス・ブラウンズでメジャーデビューを果たした。これにより、史上初となるNHLとMLBの両方の試合に出場した選手となった。その後もアイスホッケーと野球をプレーしている選手はいるが、NHLとMLB両方でプレーした選手は誕生していない。同年は4試合に出場した。シーズン終了後は一塁手にコンバートした。
1922年はMLBの試合に出場することは無かったが、1923年にワシントン・セネタースにて2年ぶりにMLBの試合に出場した。同年は2試合に出場した。その後はMiLBでキャリアを終えた。
1969年5月25日の74歳の誕生日にアメリカ合衆国テキサス州シギーンで死亡した。